# Casimir Pyrame de Candolle
Pour les articles homonymes, voir Candolle.
Anne-Casimir-Pyramus de Candolle, né le 20 février 1836 à Genève et mort le 3 octobre 1918 à Chêne-Bougeries, est un botaniste suisse.
Fils d'Alphonse Pyrame de Candolle (1806-1893) et petit-fils d'Augustin Pyrame de Candolle (1778-1841), il perpétue la tradition familiale et se consacre à la botanique.
Il est coauteur, avec son père, de l'ouvrage Monographiae phanerogamarum, une suite de monographies complétant le Prodromus.

## Quelques publications
- (la) Alphonse de Candolle et Casimir de Candolle (9 vol.), Monographiae phanerogamarum : Prodromi nunc continuatio, nunc revisio, Paris, Sumptibus G. Masson, 1878-1896
- (la) Casimir de Candolle, « Meliaceæ costaricensis », Bulletin de l'Herbier Boissier, 2e série, vol. 5, no 5,‎ mai 1905, p. 417-427 (lire en ligne)